# Lotus 88
Lotus 88 — гоночный  автомобиль команды Формулы-1 Lotus, построенный по инновационному принципу двойного шасси, подготовленный для выступления в сезоне 1981 года.

## История
В 1981 году ФИА начала борьбу со скоростями, резко возросшими с применением граунд-эффекта. Были запрещены подвижные юбки по бокам кузова, увеличен клиренс автомобилей. Чтобы уменьшить потери в скорости, Колин Чепмен придумал конструкцию кузова автомобиля с двойным шасси: одно встраивалось в другое.
Автомобиль Формулы-1 должен иметь как можно более жёсткую подвеску, следствием чего является вибрация, плохо действующая на агрегаты машины и на гонщика. Монокок Lotus 88 был связан с колёсами мягкой подвеской. В то же время у машины был и второй, внешний корпус, который воспринимал аэродинамические нагрузки и передавал их на колёса с помощью отдельной, очень жёсткой подвески.
Однако после появления автомобиля на трассе другие команды обратились с протестами в ФИА, которая запретила использование его в гонках. Решение судей гласило, что верхний корпус является аэродинамическим элементом, не закреплённым жёстко относительно шасси автомобиля. На самом деле это было не так: в верхнем корпусе монтировались радиаторы и другие агрегаты автомобиля, так что считать его «большим антикрылом» никак нельзя. Таким образом Lotus 88 принимал участие только в нескольких тренировках перед Гран-при.
Модифицированный Lotus 88B на Гран-при Великобритании смог пройти технический контроль, однако представители FISA попросту приказали организаторам гонки не допускать машину на старт.
Некоторые решения в аэродинамике были применены при конструировании довольно успешного Lotus 91, который появился в 1982 году.